# Vinding Kirke (Herning Kommune)
 For alternative betydninger, se Vinding Kirke. (Se også artikler, som begynder med Vinding Kirke)
Vinding Kirke ligger i Vinding Sogn i Herning Nordre Provsti i Viborg Stift.
Vinding Kirkes centrale dele menes at være bygget omkring år 1200. Det drejer sig om koret og skibet, der er opført i romansk stil i granitkvadresten. Senere er tilføjet et tårn og våbenhus, der er opført i sengotisk stil af munkesten. I perioden 1697-1803 var kirken ejet af Tvis Kloster, hvorunder den ikke blev ordentligt vedligeholdt. Da prædikestolen i 1764 faldt ned og blev skyld i et dødsfald, kom der gang i genopbygningen. Senere er kirken renoveret flere gange, senest i 2010.
Kirkens altertavle stammer fra starten af det 17. århundrede og har fire vinger, der portrætterer de fire evangelister, dog i ret primitiv udførelse.

## Eksterne kilder og henvisninger
- Vinding Sogn i J.P. Trap: Kongeriget Danmark, udarbejdet af H. Weitemeyer (3. udgave, 5. bind, 1906)

- Wikimedia Commons har flere filer relateret til Vinding Kirke (Herning Kommune)